# Cryphaeadelphus
Cryphaeadelphus là một chi rêu trong họ Fontinalaceae.